# Casa Josep Erasme Janer
La casa Josep Erasme de Janer és un edifici situat a l'avinguda del Portal de l'Àngel, 4 de Barcelona. Com que no està catalogat, li correspon la categoria D (bé d'interès documental), atorgada per defecte a tots els edificis del districte de Ciutat Vella.

## Història
Els Copons eren un llinatge originari de l'Anoia, una de les branques del qual s'instal·là a Tàrrega, on exerciren de terratinents agrícoles. Francesc Antoni de Copons i Nuix era doctor en dret i cap al 1756 es traslladà a Barcelona, fixant la seva residència a la plaça de Santa Anna (actualment avinguda del Portal de l'Àngel) amb la seva muller Marianna Prous, membre d'una família ennoblida de la parròquia de Sant Jaume. El 1769, i per encàrrec de l'hereu Antoni Francesc de Copons i Prous, el vidrier Francesc Saladriga i Ferrer hi va posar un munt de vidres en balcons i òculs i va refer algunes vidrieres velles.
A la seva mort, els marmessors van posar la finca en subhasta pública, i el 1807 fou adquirida per Antoni Ravella i Busquets, que en va fer agnició de bona fe a Erasme de Gònima (1746-1821). Aquest fou succeït pel seu net Erasme de Janer i de Gònima (1791-1862), que el 1825 va demanar permís per a transformar-hi tres finestres en portals.
El 1865, el seu fill Josep Erasme de Janer i de Gironella (1833-1911) va encarregar-hi a l'arquitecte Josep Simó i Fontcuberta el projecte d'un nou edifici. Com que no tenia prou diners, va haver de demanar diversos préstecs: dos a l'industrial Jaume Busqueta i Català (12.000 escuts el 1867 i 16.000 el 1868), i un altre a Josepa Ballès i Rocasalbas, esposa de Josep Martí i Fàbregas (20.000 escuts el 1869).

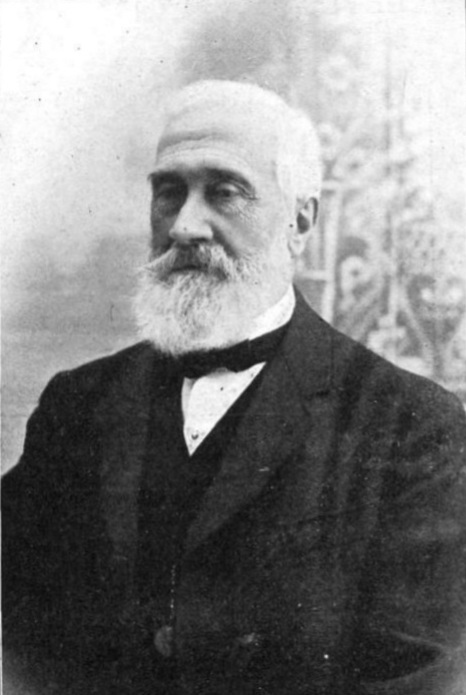
Josep Erasme de Janer i de Gònima

## Descripció
En aquest edifici, Simó i Fontcuberta s'allunyà de l'historicisme arquitectònic de la fàbrica Vilumara (1858) i hi adoptà un estil eclèctic. De planta baixa, quatre pisos i àtic, els emmarcaments dels portals de la planta baixa tenen un perfil poligonal, mentre que els balcons, de volada decreixents  en alçada, els tenen en angle.